# Айдабольская волость
Айдабольская волость (каз. Айдабол болысы; с 1878 года Далби́нская [каз. Далба болысы]) — казахская кочевая волость в Павлодарском уезде Семипалатинской области.

## История
Айдабольская волость славилась полезными ископаемыми. Заявки в Томский горный округ подавал павлодарский купец I гильдии Деров. 10 января 1895 года он застолбил угольное месторождение Кушокы.
За период своего существования (1835—1880) Айдабольская волость сменила 5 волостных управителей.
1. Нуралы Таукеханов (1835 — 1838)
2. Байток Жумагулов (24 октября — 1843—1863)
3. Жолдасбек Басыбеков (14 декабря — 1863—1871)
4. Мустафа Байдалин (3 декабря 1871 — 1874)
5. Жапек Кобеев, (март 1874 — 1880)

В 1878 году по очередной реформе волость переименована в Далбинскую. С 1880 по 1918 год уже Далбинская волость сменила 10 волостных управителей.
1. Есентай Тыныбеков (1880 — 1883)
2. Гайсабек Жолдасбеков (24 ноября 1883 — 1889)
3. Мусалим Елеуин (26 августа 1889 — 25 апреля 1897)
4. Мустафа Ботагаев (1897 — 1898)
5. Баттал Есбаев (6 ноября 1898 — 1901)
6. Турсынбек Куанов, (13 ноября 1901 — 1905)
7. Гайсабек Жолдасбеков, (31 декабря 1905 — 1907)
8. Мусалим Елеуин (21 сентября 1907 — 1912)
9. Макул Исаев (24 ноября 1912 — 1913)
10. Иманмалик Белялов (8 ноября 1913 — 1918)

В 1918 году Далбинская волость вошла в состав Аккелинской волости.

## Роды
Айдабольская (Далбинская) волость 
- Малқозы
  - Байымбет
  - Жаманай
  - Ораз
  - Сарыбатыр
  - Толыбай
- Аққозы
- Бозқозы
- Қарақозы
  - Бабыр
  - Жолдыбай
  - Қалит
  - Құнияз
- Қожакелді
- Қосжетер
- Тайкелтір
  - Байназар
  - Жиентай
  - Өмірзақ
  - Тентек
  - Төлен

## Комментарии
1. ↑  Далба́ (каз. Далба) — горы в местности, где кочевал род Айдабол.